# 팻 클로즈
팻 클로즈(Pat Close, 1948년 6월 1일 ~ 1988년 2월 15일)는 미국의 배우, 연극 배우, 텔레비전 배우이다.
로스앤젤레스에서 태어났으며 할리우드에서 사망하였다.

## 영화
- 선라이즈 앳 캠포벨로 (1960년) - 엘리어트 루즈벨트 역